# Joseph Philipp von Stichaner

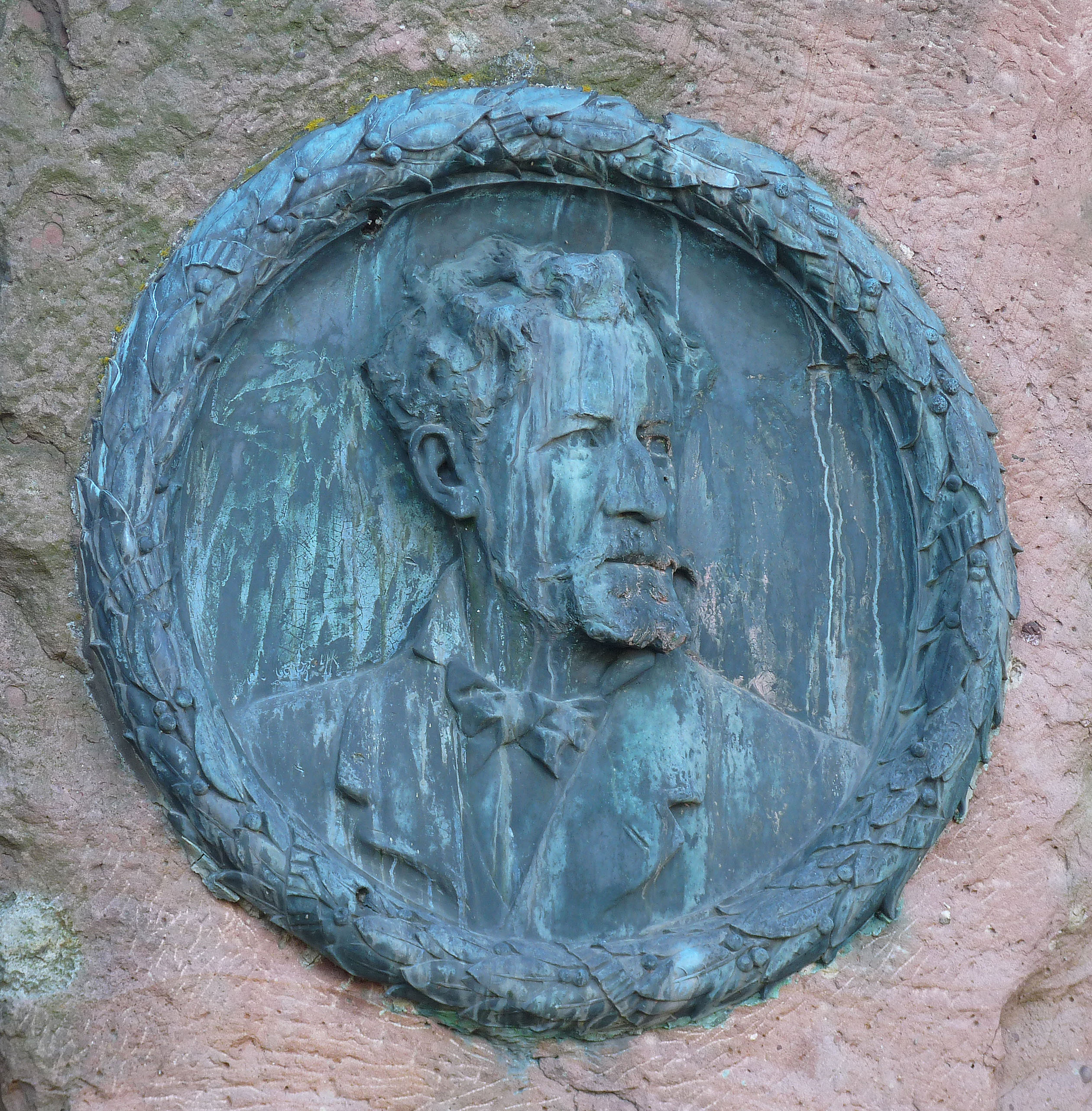
Porträt von Joseph Philipp von Stichaner am Denkmal in Wissembourg

Joseph Philipp von Stichaner, mit vollem Namen Joseph Philipp Carl Edler von Stichaner (* 1. Juli 1838 in Speyer; † 14. April 1889 in Straßburg) war ein deutscher Verwaltungsjurist im Reichsland Elsaß-Lothringen. Er starb mit 50 Jahren als Bezirkspräsident des Unterelsass.

## Herkunft

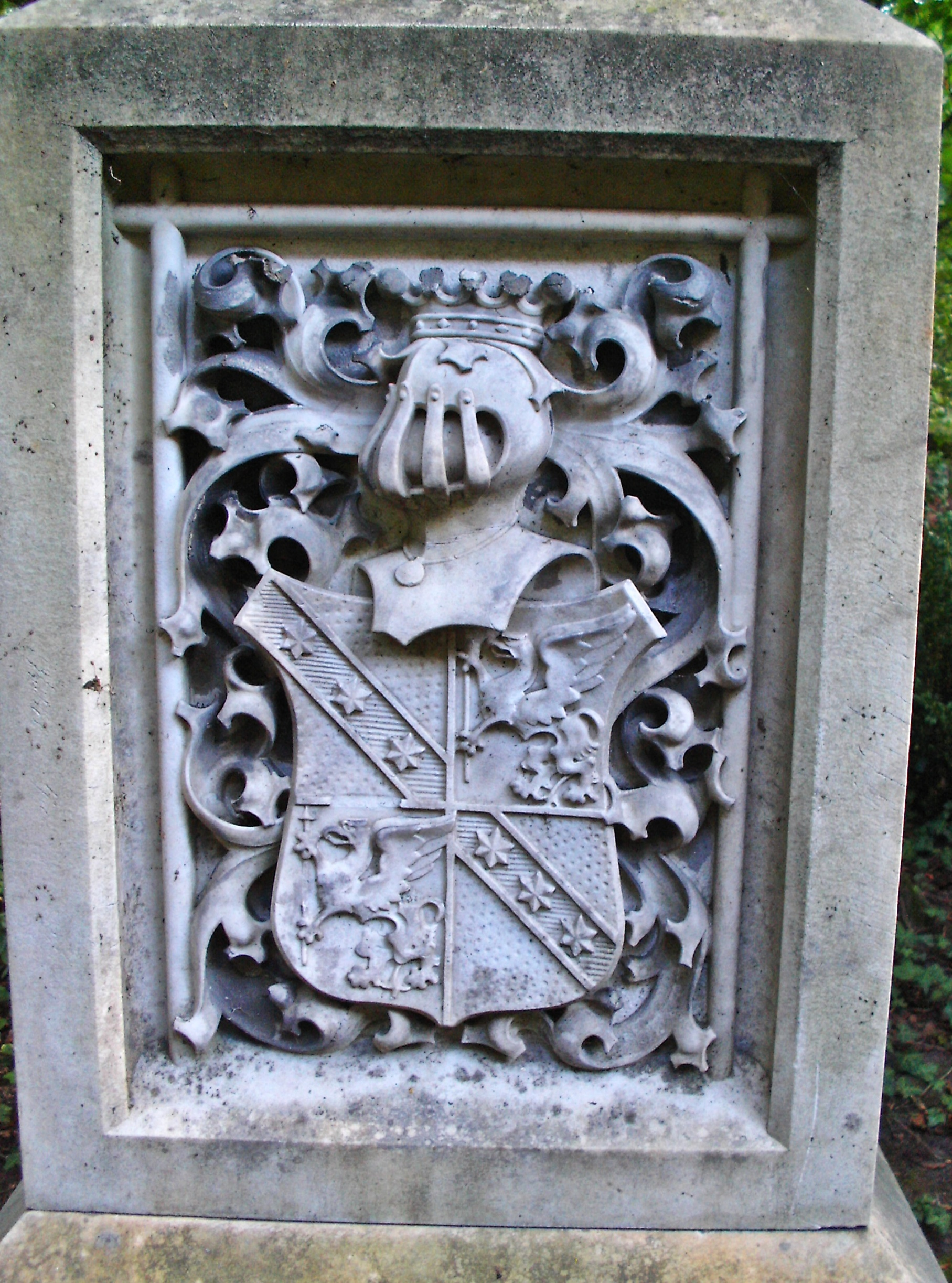
Wappen der Edlen von Stichaner (Grabstein des Bruders Philibert, Alter Friedhof Speyer)

Stichaners Großvater Joseph von Stichaner hatte in den Jahren 1817 bis 1832 als Regierungspräsident die Verwaltung im bayerischen Rheinkreis aufgebaut. Philipps Eltern waren der Regierungsrat Joseph August von Stichaner (1799–1861) und Henriette geb. Lichtenberger (1816–1878); in erster Ehe war der Vater mit deren Schwester Eleonore (1809–1833) verheiratet gewesen. Die Lichtenbergers gehörten damals zu den führenden Unternehmerfamilien in Speyer und auf der Rheinschanze. Seinen einzigen Bruder Philibert (1842–1861) verlor er fast gleichzeitig mit dem Vater.

## Leben
Von  1857 bis 1860 studierte Stichaner an der Julius-Maximilians-Universität Würzburg und der Ruprecht-Karls-Universität Heidelberg Rechtswissenschaft. Er wurde Mitglied des Corps Rhenania Würzburg (1857) und des Corps Guestphalia Heidelberg (1858). 1863 schlug er nach dem Staatsexamen die Beamtenlaufbahn ein. Ab 1869 konnte er sich als Assessor am Bezirksamt Germersheim bewähren. Nur ein Jahr später eröffnete ihm der Deutsch-Französische Krieg völlig neue Perspektiven. Carl von Tauffkirchen-Guttenburg verwaltete verschiedene französische Départements als Zivilkommissar. Stichaner führte als Vertreter des Grafen häufig selbstständig die Geschäfte des Départements Meuse in Bar-le-Duc. Hierfür wurde er mit dem Eisernen Kreuz am weißen Bande ausgezeichnet.
Nach einer weiteren Aufgabe in Straßburg wurde der erst 33-jährige Stichaner am 1. Februar 1872 zum Kreisdirektor in Weißenburg ernannt. Seine Stellung lag unter der eines französischen Unterpräfekten und über der eines Landrats (damals „Bezirksamtmann“) in der pfälzischen Heimat. In seinem Kreis, dem heutigen Arrondissement Wissembourg, förderte er besonders Landwirtschaft und Viehzucht. Als Beispiele seien genannt die Obstbaumzucht, Verbesserung der Fruchtfolge und die Einführung des Simmentaler Rindes. In Betschdorf bewahrte er die ortsansässigen Töpfereien vor dem Untergang. Als Kreisdirektor förderte die Erhaltung von Baudenkmälern. Besonders setzte er sich für St. Peter und Paul (Wissembourg) ein, für die er ein Glasfenster und den Radleuchter stiftete. Für sich selbst erwarb er 1874 die Ruine der Burg Fleckenstein und bewahrte sie vor dem weiteren Verfall. Stichaner setzte sich auch ein Denkmal mit dem Bau der „Friedenskirche“ von Frœschwiller. Im September 1876 besuchte er sie nach der Fertigstellung mit Kaiser Wilhelm I.
Als katholischer Kandidat scheiterte er bei der Reichstagswahl 1878, weil der Klerus gegen ihn agitierte. Im Gegensatz zur Straßburger Regierung konnte Stichaner in seinem Kreis jedoch ein gutes Verhältnis zur Bürgerschaft und zur frankreichtreuen Führungsschicht herstellen. Deshalb wurde er auch am 15. November 1886 zum Bezirkspräsidenten für den Bezirk Unterelsaß ernannt. Stichaner hatte damit den Rang eines Regierungspräsidenten, also den gleichen, den sein Großvater 54 Jahre zuvor in der Pfalz (Bayern) innegehabt hatte. In Straßburg hatte er jedoch mit einer großen Zahl von Widrigkeiten zu kämpfen. Infolge jahrelanger Überarbeitung erlitt er am 3. Dezember 1888 den ersten Schlaganfall, von dem er sich nicht wieder erholen sollte. An seinem Begräbnis konnten 82 von 83 Bürgermeistern des Kreises Weißenburg teilnehmen. 

### Ehe
Am 2. August 1883 heiratete er Seraphine Jordan, die Tochter des Deidesheimer Bürgermeisters und Landrats Ludwig Andreas Jordan (1811–1883), bayerischer Landtagsabgeordneter, Mitglied des Reichstags und Weingutsbesitzer. Sein Schwager wurde Emil Bassermann-Jordan. Die Ehe blieb kinderlos. Zum Kreis seiner Vettern gehörten Philipp Lichtenberger, Reichstagsabgeordneter und Bürgermeister und Carl Spatz, Erbauer und Gründungsdirektor des heutigen Museum Pfalzgalerie Kaiserslautern.

### Geschichte
Auch in der Liebe zur Geschichte zeigte sich das Familienerbe. So unterstützte er die elsässischen Forschungen des Geschichtsschreibers Johann Georg Lehmann. Der Historische Verein der Pfalz, den sein Großvater 1827 gegründet hatte, war nach dessen Weggang wieder eingegangen. Der Enkel rief deshalb mit zehn anderen Mitstreitern zur erfolgreichen Wiedergründung auf, die bis zum heutigen Tag Bestand hat.

## Erinnerung

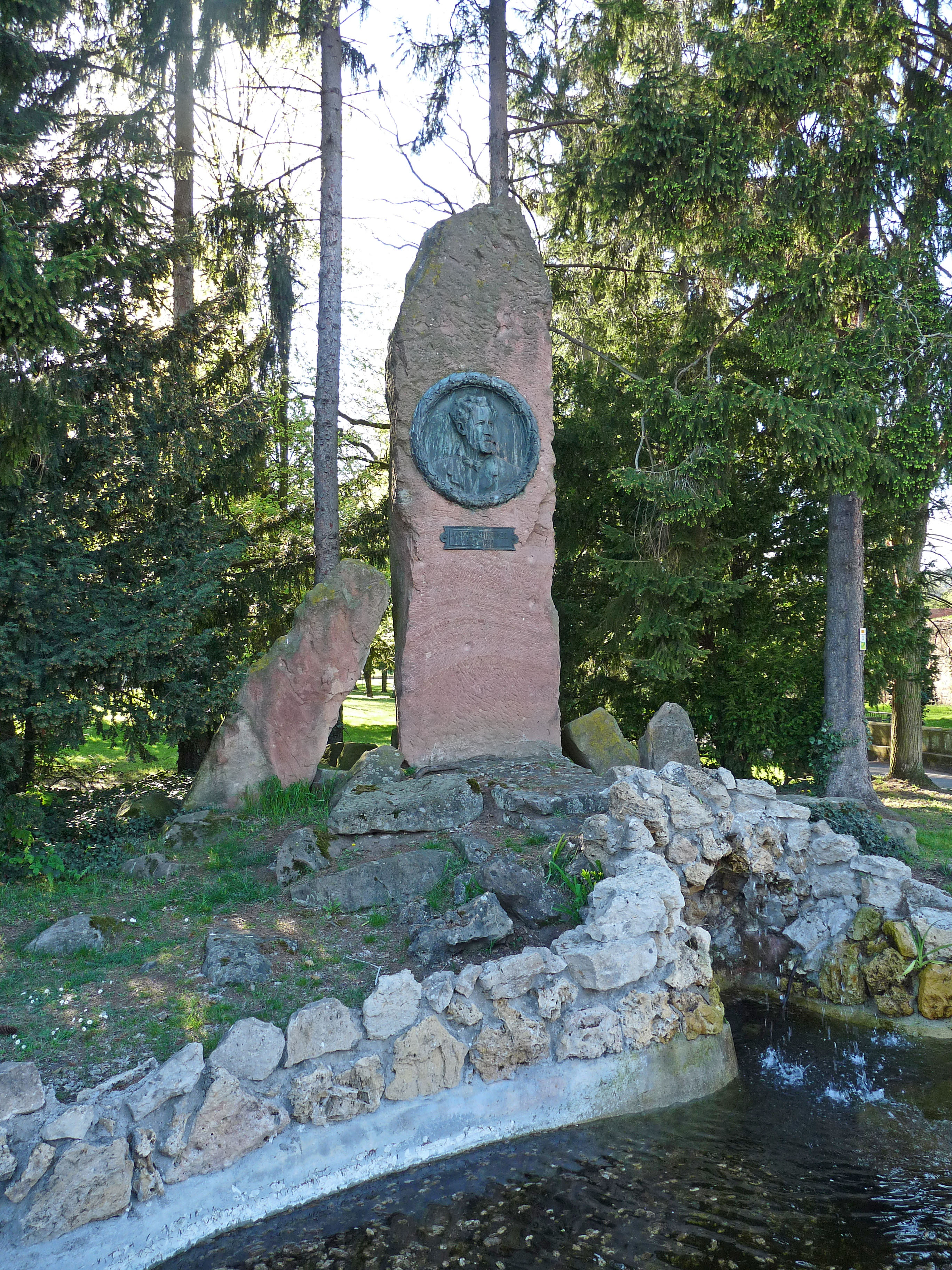
Denkmal für Joseph von Stichaner in Wissembourg

Die Stadt Wissembourg ehrte ihn 1893 mit einer Gedenkstele am ehemaligen Hagenauer Tor. Das fünf Meter hohe Denkmal mit seinem Porträt hat beide Weltkriege überdauert und ziert heute eine Brunnenanlage. Der Platz davor trägt den Namen Place Stichaner. Für die Ausbildung junger Handwerker aus dem Kreis hat Stichaner ein Stiftungsvermögen von 20 000 Mark (1871) hinterlassen.